# Departamentos de la Generalidad de Cataluña
Departamento es la denominación histórica que recibe la consejería en la administración de la Generalidad de Cataluña, sistema institucional en que se organiza políticamente el autogobierno de la comunidad autónoma de Cataluña, en España. La regulación básica del mismo se encuentra en la Ley del Parlamento, del Presidente y del Consejo Ejecutivo de 1982. Salvando el de la Presidencia, creado por la citada ley, la potestad de crear y suprimir departamentos corresponde exclusivamente, mediante decreto, al Presidente de la Generalidad.

## VII Legislatura
- Departamento del Primer Consejero de Cataluña
- Departamento de Presidencia de Cataluña
- Departamento de Relaciones Institucionales y Participación de Cataluña
- Departamento de Justicia de Cataluña
- Departamento de Gobernación y Administración Pública de Cataluña
- Departamento de Gobernación y Administraciones Públicas de Cataluña
- Departamento de Economía y Finanzas de Cataluña
- Departamento de Trabajo e Industria de Cataluña
- Departamento de Sanidad y Seguridad Social de Cataluña
- Departamento de Salud de Cataluña
- Departamento de Interior de Cataluña
- Departamento de Cultura de Cataluña
- Departamento de Educación de Cataluña
- Departamento de Educación y Universidades de Cataluña
- Departamento de Bienestar y Familia de Cataluña
- Departamento de Política Territorial y Obras Públicas de Cataluña
- Departamento de Agricultura, Ganadería y Pesca de Cataluña
- Departamento de Medio Ambiente y Vivienda de Cataluña
- Departamento de Comercio, Turismo y Consumo de Cataluña
- Departamento de Universidades, Investigación y Sociedad de la Información de Cataluña

- Datos: Q5803081